# Centre de visionnage
 (mai 2016).
Si vous disposez d'ouvrages ou d'articles de référence ou si vous connaissez des sites web de qualité traitant du thème abordé ici, merci de compléter l'article en donnant les références utiles à sa vérifiabilité et en les liant à la section « Notes et références ».
Le Centre de visionnage (CDV), aussi appelé in extenso Le Centre de visionnage de l'émission Nulle part ailleurs sur la chaîne Canal plus, dans le but de contribuer à son amélioration dans la mesure où il y aurait lieu de le faire, est une rubrique humoristique de quelques minutes clôturant l'émission Nulle part ailleurs, séquence présentée par Édouard Baer accompagné de divers intervenants et diffusée en direct de 1997 à 1999 sur Canal+.

## Description et déroulement
Cette courte séquence d’improvisations humoristiques de trois minutes environ consistait soit à tourner en dérision l'émission Nulle part ailleurs qui venait de se dérouler, soit à offrir un sketch absurde sans rapport avec elle. Elle occupait les quelques dernières minutes d'antenne de l'émission, avant les publicités et le programme du soir.
Contrairement aux épisodes de son prédécesseur, À la rencontre de divers aspects du monde contemporain ayant pour point commun leur illustration sur support audiovisuel (de 1996 à 1999) qui s’apparentaient à des courts-métrages, les épisodes du Centre de visionnage sont très courts et se veulent très denses, avec une grosse part d'improvisation.
La séquence était lancée, peu avant 20 h 30, par le présentateur de Nulle Part Ailleurs, Guillaume Durand à cette époque.
Le début de la séquence était presque toujours le même :
- le générique de la séquence, La Bostella, interprétée par Honoré Bostel, était applaudi en cadence par le public ; celui-ci était censé s'arrêter brutalement de donner la mesure au moment où la musique était coupée ;
- l'image était filmée depuis une caméra portée à l'épaule qui montrait la porte d'une sorte de réduit, où était placardé le titre (in extenso) de la séquence ;
- cette porte était alors poussée par le cameraman et s'ouvrait sur un décor étroit et souvent encombré d'objets dépareillés ;
- on y voyait Édouard Baer assis à une petite table, parfois en compagnie de l'un de ses pseudo-invités, et ouvrant la séquence par un « bonsoir » obséquieux.

Édouard Baer introduisait, souvent en présentant son ou ses invité(e)s, une séquence qui prenait la forme d'un dialogue comique. On ne pouvait ensuite jamais prédire comment la séquence allait se dérouler. Le plus souvent Baer occupait le temps de parole le plus longtemps possible avec l'un des monologues rapides et délirants qui ont fait sa célébrité. Les comédiens utilisaient de « petits accessoires comiques » : des perruques, des vêtements féminins, du bois, une épuisette, un mégaphone, ou encore des instruments de musique pour enfants…
Les synopsis de la rubrique se signalaient par leur usage du non-sens. On a pu voir entre autres :
- la pratique de sports nouveaux : la « bougnate » (similaire au football, mais le ballon est un rôti de porc) et la « bibine » ;
- l'apparition de nouveaux aliments : le « chabronchi » (le repas du personnage de la Bête ; son odeur le rend peu appétissant…), le « blagon » ;
- de nouveaux concepts : le « mannepain » (une tranche de pain géante qui fait également mannequin, sur laquelle on peut appliquer au choix du jambon, du beurre, etc.) ;
- des débats importants : « Proustophiles » contre « Bluromaniaques ».

## Équipe
Pour animer le Centre de visionnage, le présentateur Édouard Baer a fait appel à nombre de ses connaissances du monde du spectacle et des arts vivants. Ceci permet souvent de meubler la séquence d'une façon à laquelle le spectateur n'est pas habitué à la télévision, avec des numéros qui s'apparentent au music-hall.
On retrouve une grande partie de ces artistes (chanteurs, acteurs, mimes, etc.) dans la pièce de théâtre La Folle et Véritable Vie de Luigi Prizzoti.
Quelques comédiens apparaissant au moins deux fois dans l'émission :
- Édouard Baer
- Gilles Gaston-Dreyfus (alias « Maître Morissard »)
- Patrick Mille (alias « Chico » ou « le fan »)
- Joseph Malerba (alias le travesti, « le moine soldat » et « la Bête »)
- Pierre Debouche (ou Debouge) (alias « la sorcière »).
- Jean-Michel Lahmi
- Roland Menou (alias « un grand copain de Gérard Depardieu »)
- Francia Seguy (alias « la petite vieille »)
- Atmen Kélif
- Sandrine Rigault (alias « Corinne, 11 ans » ou « Cathy »)

Ariel Wizman, quasi absent du Centre de Visionnage, est un collaborateur de Baer de la première heure dans La Grosse Boule ou encore À la rencontre de divers aspects du monde contemporain ayant en commun leur illustration sur support audiovisuel.

## Personnages
On trouvait dans le Centre de visionnage un florilège de personnages atypiques :
- le présentateur, Édouard Baer, œuvrant le plus souvent comme meneur de jeu de la saynète ;
- les personnages de Gilles Gaston-Dreyfus, son acolyte habituel. C'est lui qui donnera le plus la réplique à Édouard Baer au fil des épisodes. On observe que Dreyfus a parfois du mal à avoir du répondant face à Baer et son flot de paroles intarissable, mais dans l'épisode Où est Édouard, dont Édouard Baer est totalement absent, il donne sans aucun problème un long monologue rapide et loufoque très similaire à ceux de Baer, en compagnie d'Isabelle Nanty ;
- un grand nombre d'invités prestigieux représentés le plus souvent par des sosies approximatifs, voire de simples panneaux en carton portant le nom desdits invités ;

Des personnages farfelus apparaissant à de nombreuses reprises :
- Chico (do Brazil) (interprété par Patrick Mille), un Brésilien très extroverti et très libéré sexuellement ; phrase culte : « Total éclatche » ;
- un fan agaçant du Centre de Visionnage (interprété par Patrick Mille), qui s'enthousiasme pour tout ce que fait Édouard ; phrase culte : « Gé-nial ! » ;
- une copine. Édouard Baer ou d'autres personnages parlent souvent d'une copine ; tantôt cette copine a « prêté la décoration », tantôt elle accompagne Baer au cirque, tantôt Baer parle d'une « amie mannequin », etc. ;
- Maître Morissard (interprété par Gilles Gaston-Dreyfus), un huissier obséquieux et ennuyeux; phrase culte: « Je suis une merde ». Il reviendra souvent et deviendra de plus en plus jovial; plus tard Baer tentera de le remplacer par Maître Polissard ou encore Maître Polichard sous prétexte de renouveau dans les sketches, au grand dam du véritable Morissard. Dans l'épisode La dernière, Édouard Baer l'appelle « Gilles Morissard » ;
- la Sorcière (interprétée par Pierre Debouche ou Debouge), un homme portant un chapeau pointu et le plus souvent un fagot de bois. Ce personnage est presque muet à chacune de ses apparitions et se contente de dire sa phrase culte: « J'ai du bois mon Édouard » ;
- Rigolax (interprété par Antoine Poulet), un homme en costume bariolé portant sur le torse un petit panneau où est écrit « Rigolax ». Rigolax ne parle pas (sauf une fois où il dit en Anglais I don't understand), mais est appelé par Baer chaque fois qu'il faut faire rire le public. Il va sans dire que l'apparition de Rigolax ne provoque aucune hilarité. Il est confronté à sa contrefaçon Drôlix dans l'un des épisodes ;
- plusieurs personnages prétendument féminins (tels que « la doublure de Vanessa Paradis ») interprétés par le très musculeux Joseph Malerba, lequel n'a absolument rien de féminin ;
- la Bête (un comédien portant un costume très poilu qui masque aussi son visage) ; phrase culte : « Grrrrrrr ! » ;
- Corinne, 11 ans (interprétée par Sandrine Rigault, vue aussi dans La Bostella), une jeune femme portant des couettes, que Baer fait passer pour une enfant. Elle est parfois aussi appelée Cathy. Son intervention se limite souvent à la lecture d'un poème dédié à Baer ou aux équipes techniques de Canal Plus ;
- Jacqueline Jacquelin, reine de la chanson réaliste de Garches, une femme taciturne d'une cinquantaine d'années qui n'aime pas qu'on critique son travail et qui gifle Baer et Maître Morissard dans certains épisodes. Dan l'épisode Jaqueline Jaquelin et Peter Wonkley, elle est soudain présentée comme britannique et reine de la chanson réaliste de Colechester ;
- Albert Algoud (dans son propre rôle), provoquant le chaos à chacune de ses apparitions (à Cannes il menace de faire une roulade, et dans l'épisode La Dernière il menace de détruire une chaise) ;
- Jamel Debbouze (dans son propre rôle). Dans l'épisode de Jacqueline Jacquelin, il chante le générique. Dans un autre épisode, il exhorte Baer à améliorer la qualité des sketches ;
- une petite vieille (interprétée par Francia Séguy). Elle est gentille et polie, mais elle interfère avec les sketches d'Édouard Baer en parlant en même temps que lui, ou en prenant le plateau pour un salon de thé.

D'autres personnages farfelus n'apparaissant qu'une fois (liste est non exhaustive) :
- le copain cadeau ;
- le chien cube ;
- la grosse dame ;
- Jean Croc la trompette humaine ;
- le poète auto-proclamé (personnage emprunté à l'équipe du film Les Quatre Saisons d'Espigoule) ;
- une jeune nymphomane ;
- l'homme mystère ;
- le moine soldat ;
- la brigade capillaire ;
- une « obispette » (fan de Pascal Obispo) ;
- un producteur de porno pontifiant (interprété par Jean-Michel Lahmi) ;
- une horloge humaine (interprétée par Vincent Desagnat) ;
- Jacquelin et Jacqueline, deux super copines (réminiscence bizarre du personnage de Jacqueline Jacquelin) ;

## Liste des épisodes

### Saison 1
Note : Les titres donnés aux épisodes ci-dessous ne sont pas les noms officiels, mais des titres attribués arbitrairement d'après le thème central de l'épisode.
1. L'espace de liberté (avec Jamel Debbouze)
2. Paradoxal
3. Claquent claquent les claquettes de Jean-Mi (avec une véritable troupe de danseuses de claquettes)
4. La redif'
5. Le plus grand crieur de France
6. La violence (avec Eric Frachet)
7. La caméra cachée (avec Raphaël Mezrahi)
8. L'interview
9. Le plus gros mangeur de France (référence verbale à Jean Boissonnat)
10. Hommage à la maison Christian Lacroix
11. Hommage au théâtre vivant (avec Atmen Kelif)
12. Le fan de Johnny
13. L'espoir incarné (avec une référence verbale à Pascal Obispo)
14. Maman j'aime un voyou (avec Albert Algoud, alias « Galoubet Jean-Pierre » et Ariel Wizman)
15. Jacqueline Jacquelin (avec Jamel Debbouze)
16. Notre ami le poulet
17. Le sosie de joueurs de foot (référence verbale à Popeck)
18. Trois minutes pour une quinzaine d'invités (avec Yves Lecoq et Daniel Herzog, les imitateurs des Guignols de l'Info, une véritable suédophone et Rossy de Palma)
19. Le plus célèbre couturier japonais, Mickael Jean-Pierre
20. Les dîners Pivot
21. L'ignoble putain
22. Le billet d'humeur de François Rollin (avec François Rollin)
23. Retour du salon de l'agriculture
24. La maman (avec Jackie Berroyer)
25. Jacqueline Jacquelin et Maître Morissard
26. Sexe à tout va
27. Jeune sportif ultraviolent
28. Daniel Herrero (avec Daniel Herrero)
29. La corbeille de fruits volée
30. Hommage à Jeanne Moreau
31. L'apport du petit « plus » musical
32. Le modèle pour peintres
33. La cour des grands
34. L'assistante (avec Isabelle Nanty)
35. Le musée du centre de visionnage
36. À poil ma grande
37. Opération « Cadeau pour Romane Bohringer »
38. Opération Khaled (avec Khaled)
39. Les sans-grades du CDV
40. Concours international de couettes
41. Les grands débats du CDV
42. Le sosie d’Édouard
43. The girl next door
44. Don Juan
45. Je suis Saturnien
46. La porte du temps (apparition très brève de Josiane Balasko dans le public durant le générique) Référence au film Les Visiteurs 2. Baer mentionne son réalisateur Jean-Marie Poiré
47. Les joyeux gnafrons
48. Jacqueline Jacquelin et Peter Wonkley (avec Pierre-François Martin-Laval)
49. Résumé de l'émission du jour
50. La bête
51. La doublure de Vanessa Paradis
52. L'opérette des Arlettes
53. La récompense
54. L'espace récréatif
55. Le masque de fer
56. Max et l'oiseau
57. L'enfant
58. Les rencontres
59. Les catcheurs tarlouzes
60. Le fantôme
61. La lettre de Cathy, 11 ans
62. Lettres d'écoliers pour Michèle Laroque
63. Très faible qualité (avec Albert Algoud)
64. Un film sélectionné pour Cannes
65. Le pays de Chico
66. La meilleure (avec Raphaël Mezrahi) (référence verbale à Irène Jacob)
67. Un piège tendu à Patrick Timsit (avec Patrick Timsit)
68. L'ascension de la face Nord
69. Édouard, conseiller et guide de jeunes
70. Spéciale Claudia Schiffer
71. La très grosse pierre du moine soldat
72. Réflexion autour du concept de sous-vêtement
73. Le spécialiste du mois de mai
74. Parcours d'un footballeur heureux
75. Visite de Chico
76. La stratégie pour Cannes
77. (75bis) Intervention météo (sur le plateau de Nulle part ailleurs)
78. Le photographe et le cheval
79. Ma star
80. Le Cannes de l’underground
81. Neige à Cannes
82. Le casting
83. Maître Polissard
84. Maître Folichard
85. L'entraîneur de Victoria Abril
86. Le cassoulet brésilien
87. Où est Édouard (avec Isabelle Nanty)
88. La dernière (avec Albert Algoud)

La liste des épisodes est visible sur YouTube: https://www.youtube.com/watch?v=yBymQk5ZeQ8&list=PL3C5222688377D77D

### Saison 2
La liste des épisodes de la saison 2 n'a pas encore été établie.
La liste des épisodes est visible sur YouTube: https://www.youtube.com/watch?v=K7hiWARW7F4&list=PL3D5C05619007C8B6

## Musique
Il est fait usage à de nombreuses reprises de quelques thèmes musicaux étranges produits dans les années 1960.

## Après leCentre de Visionnage
Le fonctionnement du Centre de visionnage est parodié par Édouard Baer lui-même dans son film La Bostella, qui dépeint les efforts désespérés que déploient Edouard et sa bande durant tout un été pour préparer la nouvelle saison de l'émission. Cette nouvelle saison (fictive) est ridicule car elle s'impose un but irréalisable: l'émission passerait d'une durée de 3 à 30 minutes, et comporterait des invités prestigieux, totalement hors de portée.